# Ronald Rock
Der Ronald Rock ist ein markanter 1145 m hoher Felsen im westantarktischen Queen Elizabeth Land. In der Forrestal Range der Pensacola Mountains ragt er östlich des Saratoga Table entlang des Kliffs unmittelbar nördlich des Skidmore-Kliffs auf.
Der United States Geological Survey kartierte ihn anhand eigener Vermessungen und Luftaufnahmen der United States Navy aus den Jahren von 1956 bis 1966. Das Advisory Committee on Antarctic Names benannte ihn 1968 nach Ronald D. Brown, Flugzeugkarosseriemechaniker auf der Ellsworth-Station im antarktischen Winter 1957.